# Celbridge
Celbridge (irl. Cill Droichid) – miasto w Irlandii, w hrabstwie Kildare położone przy rzece Liffey. Miasto jest położone 22 km od Dublina.